# 종족의 우상
종족의 우상은 특정 유형의 잘못된 결론을 선호하는 인간 본성의 경향을 나타낸다. 프랜시스 베이컨의 Novum Organum에서 사용된 개념이다.
종족의 우상은 "우상"을 대표하는 4개의 "우상" 그룹 중 하나를 하나의 그룹으로 형성하며, 이는 "우상"과 "지금 인간의 이해력을 장악하고 있으며, 거기에 깊이 뿌리를 두고 있으며, 진리가 인간의 마음을 사로잡을 뿐만 아니라 거의 입구를 찾지 못하지만, 입구를 얻은 후에도 사람들이 위험에 대해 미리 경고를 받고 그들의 공격에 대해 최대한 자신을 강화하지 않는 한, 그들은 과학의 바로 그 발전에서 다시 우리를 만나고 문제를 일으킬 것이다."
그 외에도 다음이 있습니다.
- 동굴의 우상 (개인의 특성과 경험으로 인해 발생)
- 시장의 우상 (언어로 인해 발생)
- 극장의 우상 (철학자들에 의해 야기된 연극의 우상들)

## 같이 보기
- 억견

The Idols of the Tribe have their foundation in human nature itself, and in the tribe or race of men. For it is a false assertion that the sense of man is the measure of things. On the contrary, all perceptions as well of the sense as of the mind are according to the measure of the individual and not according to the measure of the universe. And the human understanding is like a false mirror, which, receiving rays irregularly, distorts and discolors the nature of things by mingling its own nature with it.
 — Novum Organum, Aphorism XLI.
1. ↑  Novum Organum, Aphorism XXXVIII.